# Симонацци, Андре
Андре Симонацци (фр. André Simonazzi, 17 ноября 1968, Монте, кантон Вале, Швейцария — 10 мая 2024) — швейцарский журналист и политик. Бывший вице-канцлер и представитель Федерального совета Швейцарии с апреля 2009 года до своей смерти 10 мая 2024 года.

## Биография
Симонацци окончил Колледж Аббая, получив степень бакалавра латыни и английского языка в 1988 году. Он изучал международные отношения в Женевском Высшем институте международных отношений, который окончил в 1992 году.
После окончания учёбы Андре Симонацци выучился на журналиста в La Nouvelliste (швейцарская франкоязычная ежедневная газета, издаваемая в Сьоне, Вале).
В 2004 году он перешёл на работу в Федеральное министерство окружающей среды, транспорта, энергетики и коммуникаций. Андре Симонацци был назначен пресс-секретарём Федерального совета 12 ноября 2008 года, уполномоченный с 1 апреля 2009 года. Андре заявил, что на предстоящих выборах федерального канцлера 13 декабря 2023 года, он не собирается баллотироваться и вести борьбу, чтобы сменить Вальтера Турнхерра на посту федерального канцлера. Отвечая на вопрос информационного агентства, представитель Федерального совета объяснил, что его шансы быть избранным невелики.

## Личная жизнь и смерть
Был женат. В браке родилось трое детей.
Умер 10 мая 2024 года в возрасте 55 лет, потеряв сознание во время похода в горы в Вале, Швейцария.
Симонацци по происхождению итальянец, однако родным языком Симонацци являлся французский.